# Xã May, Quận Christian, Illinois
Xã May (tiếng Anh: May Township) là một xã thuộc quận Christian, tiểu bang Illinois, Hoa Kỳ. Năm 2010, dân số của xã này là 1.581 người.